# Dražen
Dražen je mužské křestní jméno slovanského původu, četné zejména v Chorvatsku. Je odvozeno od křestního jména Dragoslav, které znamená ten, komu je drahá sláva. Podle chorvatského kalendáře slaví svátek 23. března a 22. prosince.
Ženské podoby tohoto jména jsou Dražena a Draženka.

## Počet nositelů
K roku 2014 žilo na světě přibližně 18 757 nositelů jména Dražen, z toho více než 88 % v Chorvatsku, kde je 32. nejčastějším mužským jménem.
| Stát                | Četnost | Pořadí  |
| ------------------- | ------- | ------- |
| Chorvatsko          | 16 588  | 62.     |
| Bosna a Hercegovina | 976     | 695.    |
| Srbsko              | 455     | 1 119.  |
| Slovinsko           | 372     | 737.    |
| Černá Hora          | 342     | 364.    |
| Kosovo              | 6       | 9 823.  |
| Severní Makedonie   | 2       | 12 250. |

## Vývoj popularity
V dnešní době je jméno Dražen již mezi novorozenci poměrně vzácné. Největší popularitu mělo v Chorvatsku v 60. až 80. letech 20. století. Nejpopulárnější bylo v roce 1969, kdy jej získalo 5,42 % žijících nositelů tohoto jména. Od tohoto roku začala popularita rychle klesat, v roce 2013 činila pouze 0,03 %.

## Významné osobnosti
- Dražen Brnčić – chorvatský fotbalista
- Dražen Dalipagić – bosenský basketbalista
- Dražen Petrović – chorvatský basketbalista